# Гений (мифология)

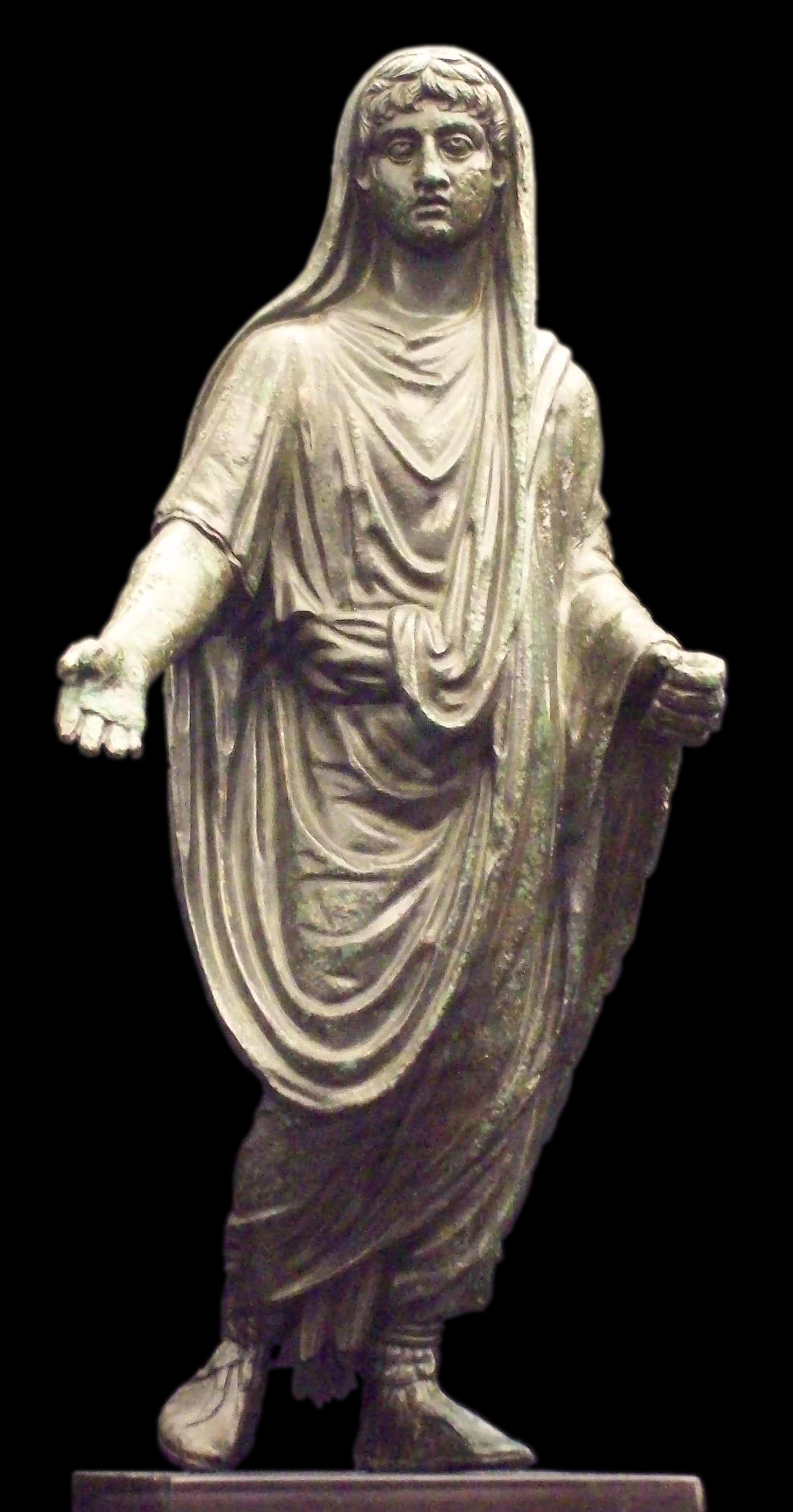
Гений (I век, Национальный археологический музей, Мадрид)

Ге́ний (от лат. genius «дух»)  — в римской мифологии: духи-хранители, преданные людям, предметам и местностям, ведающие появлением на свет своих «подопечных», и определяющие характер человека или атмосферу местности. Символ гения — змея. В искусстве гений изображался в виде юноши (иногда бородатого мужа). Отдельные области имели своих гениев (духов) места (лат. genius loci).

## Покровительство гения
Вера в существование божеств, духов и демонов, покровительствующих человеку, очень древняя и встречается во многих культурах. Считается, что некоторые духи могут вдохновлять человека, внушая ему знание истины и наделяя талантами, которыми человек превосходит многих смертных; отсюда происходит понятие о человеческой гениальности, что буквально означает покровительство доброго духа-гения. Гений также защищает человека от воздействия злых духов, несущих болезни и неудачи.

## Гении в ассирийской мифологии
В ассирийской мифологии гении выполняют охранную роль. Они занимают тело человека или место (например, дворец или храм), чтобы воспрепятствовать проникновению туда злых демонов. «Ассириец совершенно не мог себе представить, чтобы место оставалось пустым: если дух, покровительствующий человеку, покидает его, им не замедлит завладеть злой гений», — пишет в «Ассирийской магии» Ш. Фоссе.
В качестве гениев по представлениям ассирийцев могли выступать или боги, или особый род добрых демонов: шеду и ламассу. Если человек прогневал своего духа-покровителя, гений удалялся, лишая человека своего покровительства:

Аххазу встречают человека, на которого сердит его бог, они покрывают его как одежда, они набрасываются на него, наполняют его ядом, связывают его руки, связывают его ноги, терзают его бока, орошают его желчью.
— Шурпу, VII, 20-26
Поэтому лечение болезней сопровождалось ритуалами экзорцизма и приглашением гения вернуться обратно в тело человека.

## Гении в греческой мифологии
В греческой мифологии аналогом гениев являются некоторые даймоны (демоны). Добрый гений именовался агатодаймоном или агафодаймоном (от др.-греч. ἀγαθός, хороший, благой), злой — какодемоном (от др.-греч. κακός, плохой, злой).
Сократ описывал своего личного даймона-гения как внутренний голос, который всегда предупреждал философа, как только тот хотел совершить неправильный поступок. В «Федоне», 107—108, Сократ объясняет, что даймоний человека, заботившийся о душе при жизни, помогает душе покинуть мир живых и спуститься в Аид, что роднит даймония с описанием ангела Азраила.
В диалоге «Эпиномис» Платон, ученик Сократа, говорит, что даймоны «относясь к роду, умеющему быстро учиться и обладающему хорошей памятью, они прочитывают все наши мысли и относятся к добрым и благородным с поразительной милостью, однако очень злые мысли они воспринимают с крайним отвращением». В диалоге «Государство» Платон говорит, что злоключения человечества объясняются «недостатком внимания со стороны даймона, воспитавшего нас, руководившего нами… и сделавшегося слабым и беспомощным». В диалоге «Тимей», 41, Платон приводит миф о сотворении мира, в котором демиург обращается к первым богам и приказывает создать племя существ, которое являлось бы «руководящим принципом для тех, кто хочет следовать справедливости и за богами».

## Гении в христианской традиции

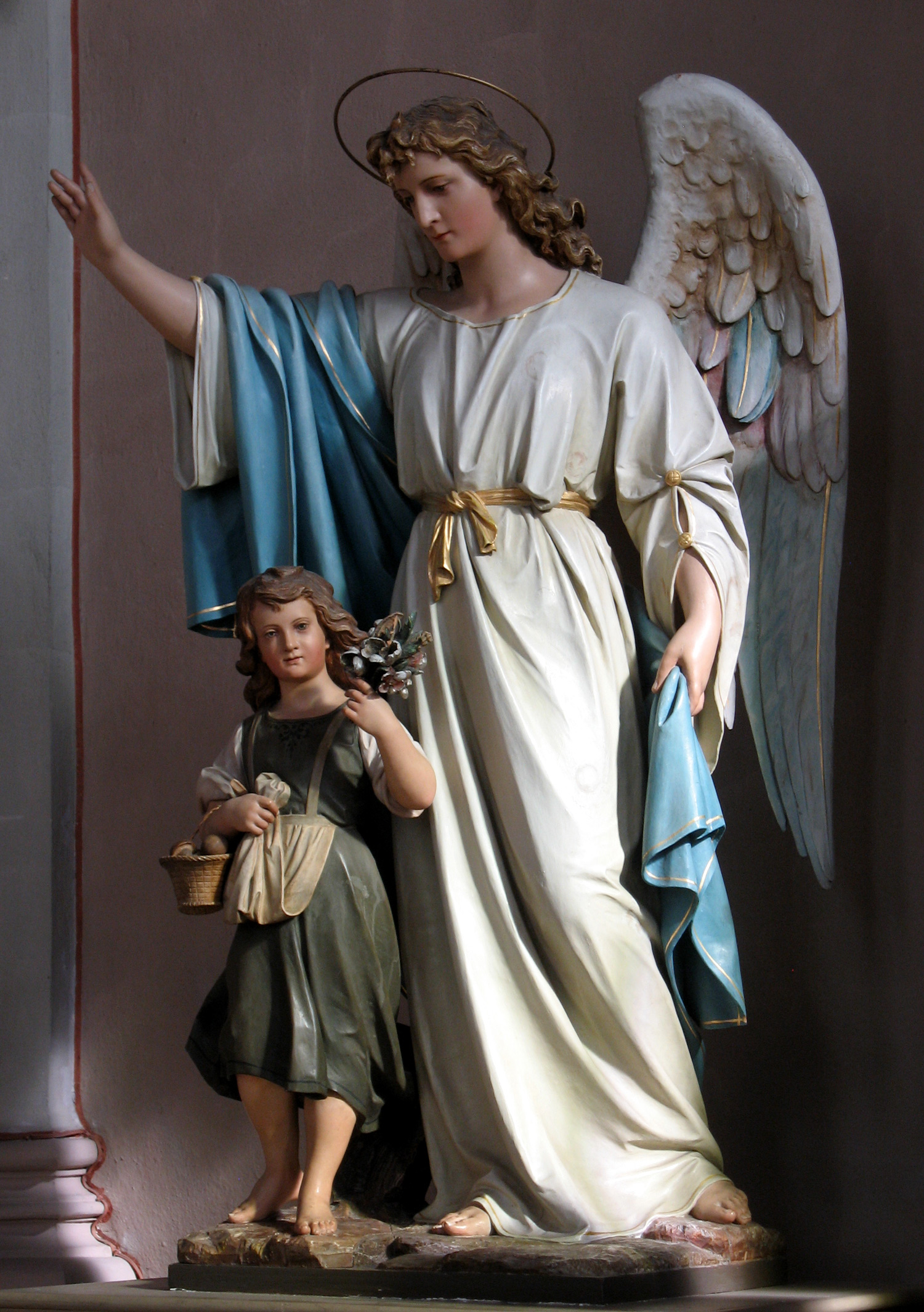

Представления о гении, духе-хранителе, сохранились в христианской традиции в образе ангела-хранителя, данного человеку Богом при Крещении для помощи и руководства. Католическая и Православная церкви учат почитать и призывать в молитвах ангелов-хранителей, как ближайших духовных наставников и покровителей.

## Гении в оккультизме и магии
В 1898 году С. Л. Макгрегор Мазерс перевёл с французского языка на английский один необычный трактат под названием «Книга священной магии Абрамелина-мага, кою Авраам Еврей передал сыну своему Ламеху. Гримуар пятнадцатого века». Рукопись этой книги, выполненная на иврите и представляющая собой руководство по практической магии, хранилась в парижской библиотеке Арсенала (Bibliothèque de l’Arsenal) и в конце XVII века была переведена на французский.
В этом гримуаре маг Абрамелин провозглашает, что каждый человек связан с особой духовной сущностью, которая именуется Священным Ангелом-Хранителем, без вступления в духовный союз с которым для человека невозможно по-настоящему продвинуться по пути духовного развития или повелевать обитателями сфер низшей природы.

Единственный Наивысший Ритуал — это достижение Познания и Собеседования со Священным Ангелом-Хранителем. При этом весь человек поднимается и вытягивается в вертикальную прямую линию. Любое отклонение от этой прямой линии грозит превратиться в чёрную магию. Любая другая операция — это чёрная магия.
— А. Кроули, «Магия в теории и на практике»
Помимо утверждения существования высшего покровителя человека «Книга священной магии Абрамелина-мага» содержит описание детальной процедуры вызова личного гения, а также системы магии, переданной личным гением самому Абрамелину. Так, согласно «Книге священной магии Абрамелина-мага», установив собеседование с ангелом, маг получает инструкции для вызывания «Четырёх Великих Князей Зла» и подчиняет их, связав клятвой преданности. В последующие дни маг призывает и подчиняет прочих духов зла, пока все население адских царств не поклянётся в преданности и не станет повиноваться магу, что означает торжественную победу человека над низшей природой, персонифицированной в образах демонов.
Эта процедура очень напоминает события, описанные в другом магическом гримуаре, известном под названием «Завещание Соломона», в котором легендарный царь посредством помощи божьих ангелов подчинил себе всех злых демонов и заставил их участвовать в строительстве Божьего Храма, что может быть понято как буквально так и иносказательно.
Они последовали за тем, что читали дьяволы в царстве Сулеймана (Соломона). Сулейман (Соломон) не был неверующим. Неверующими были дьяволы, и они обучали людей колдовству, а также тому, что было ниспослано двум ангелам в Вавилоне – Харуту и Маруту. Но они никого не обучали, не сказав: «Воистину, мы являемся искушением, не становись же неверующим». Они обучались у них тому, как разлучать мужа с женой, но никому не могли причинить вред без соизволения Аллаха. Они обучались тому, что приносило им вред и не приносило им пользы. Они знали, что тому, кто приобрел это, нет доли в Последней жизни. Скверно то, что они купили за свои души! Если бы они только знали!
История также содержит упоминания о контактах магов с гениями, обучающими и наставляющими людей. Так, в «Критической истории Испанской инквизиции» Хуан-Антонио Льоренте рассказывает историю об учёном докторе XVI века, Эухенио Торальбао, которому явился ангел Зекиил. Ангел являлся «в облике белого и белокурого юноши, одетого в платье телесного цвета и чёрную верхнюю одежду» и учил доктора добру и тайным наукам. Эухенио Торальбао наивно полагал, что раз Зекиил «никогда ничего не говорил против христианской религии», то инквизиция не будет иметь к нему претензий, а потому не скрывал своего союза с гением. Однако лишь униженное отречение от ангела и покровительство влиятельных особ обеспечили учёному сравнительно мягкий приговор за колдовство — 4 года тюрьмы.
Более успешным примером такого контакта современные оккультисты считают историю английского мага Джона Ди, который в конце XVI века с помощью своего ассистента Эдварда Келли предпринял успешную попытку установления контакта с ангелами. Её итогом стало создание при содействии архангела Уриила системы енохианской магии, которая большинством современных магов признаётся наиболее сильнодействующей.
Достижение собеседования со Святым Ангелом-Хранителем считается одной из наиболее важнейших задач мага-телемита.
Алистер Кроули в письме к Frater Р. раскрывает имена, под которыми Святой Ангел-Хранитель известен различным магическим и религиозным традициям:

Теософы называют его Высшей Самостью, Молчаливый Наблюдатель или Великий Мастер. В Ордене «Золотой Зари» его называют Гением. Гностики называют Логосом. Египтяне говорят Асар Ун-нефер. Зороастр говорит об объединении всех этих символов в форме Льва — см. халдейские Оракулы. Анна Кингсфорд называет его Адонай (Одетый в солнце). Буддисты называют его Ади-Буддой — (говорит Е. П. Б.) Бхагавад-Гита называет его Вишну (глава XI). И Цзин называет его «Великий Человек». В Каббале его называют Иехида.